# 인디안 퍼시픽
인디안 퍼시픽(영어: Indian Pacific)은 주당 2편 퍼스에서 시드니까지 운행되는 오스트레일리아 장거리 열차이다. 그레이트 서던 레일에 의해 운행되며, 기관차는 퍼시픽 내셔널이 제공한다. 1970년에 퍼스와 시드니 사이의 표준궤 철도가 개통된 후에 운행되기 시작되었다.
소요시간은 65시간이며, 3개의 주를 지난다. 세계에서 가장 긴 직선철도구간중의 하나를 지나는데, 눌라보 평원을 지날 때이다..

## 사진

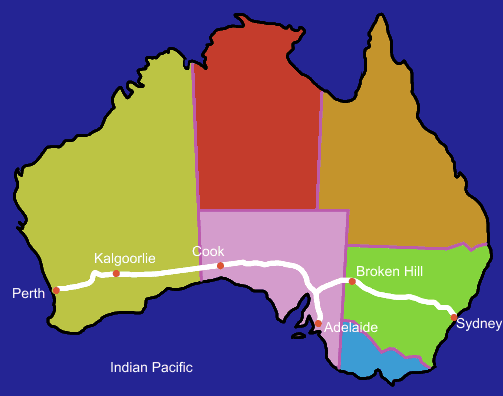
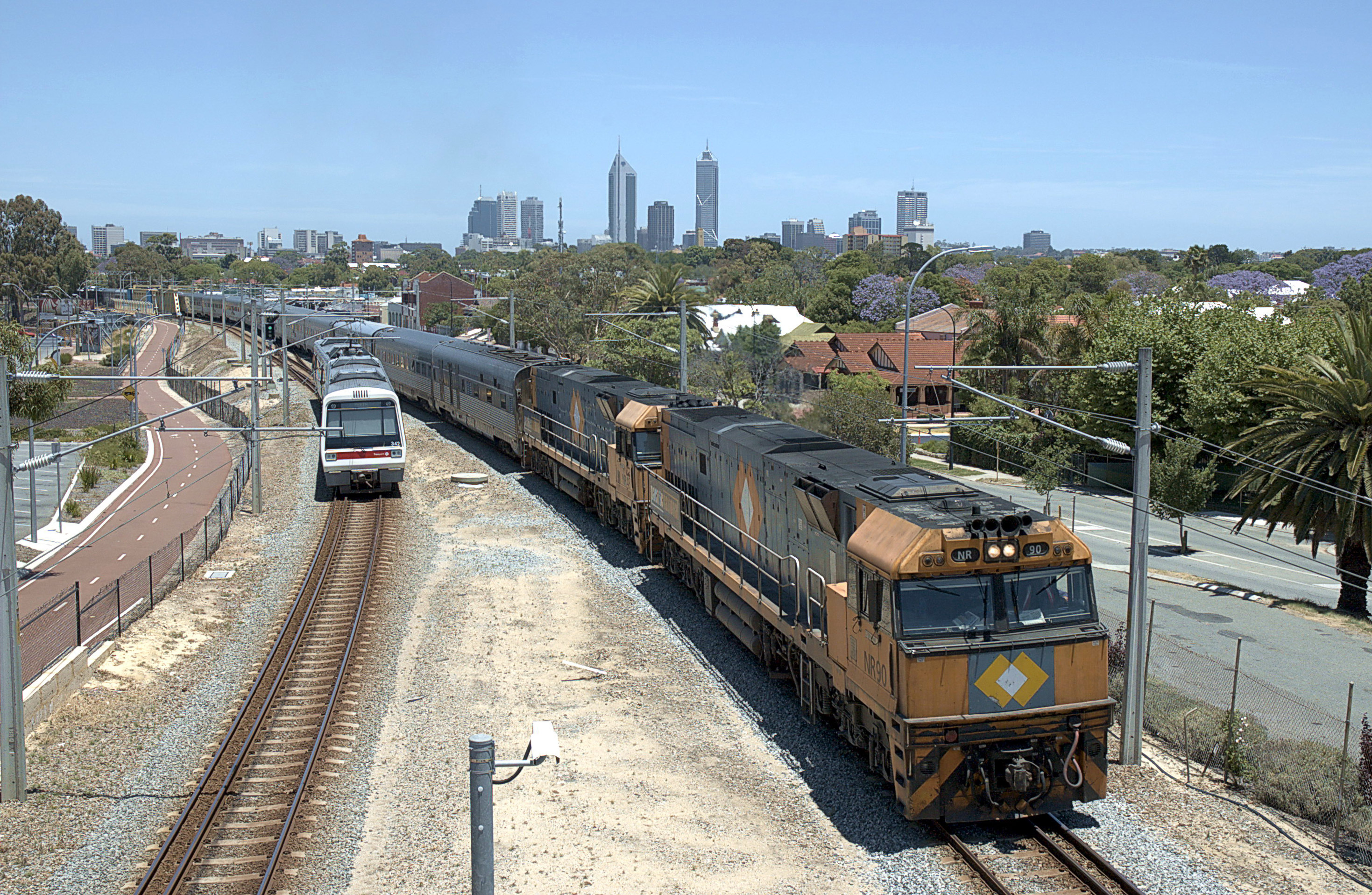
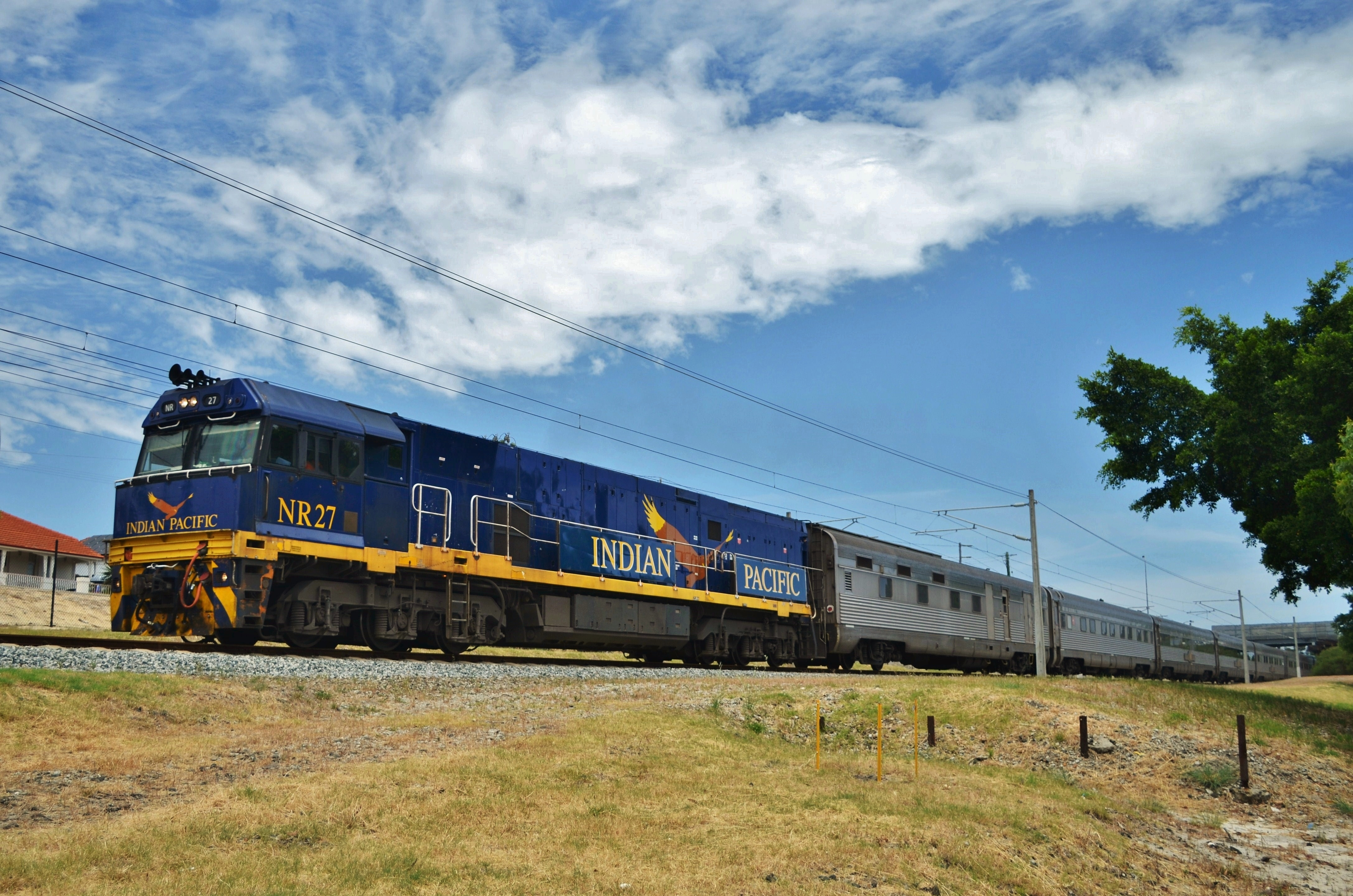
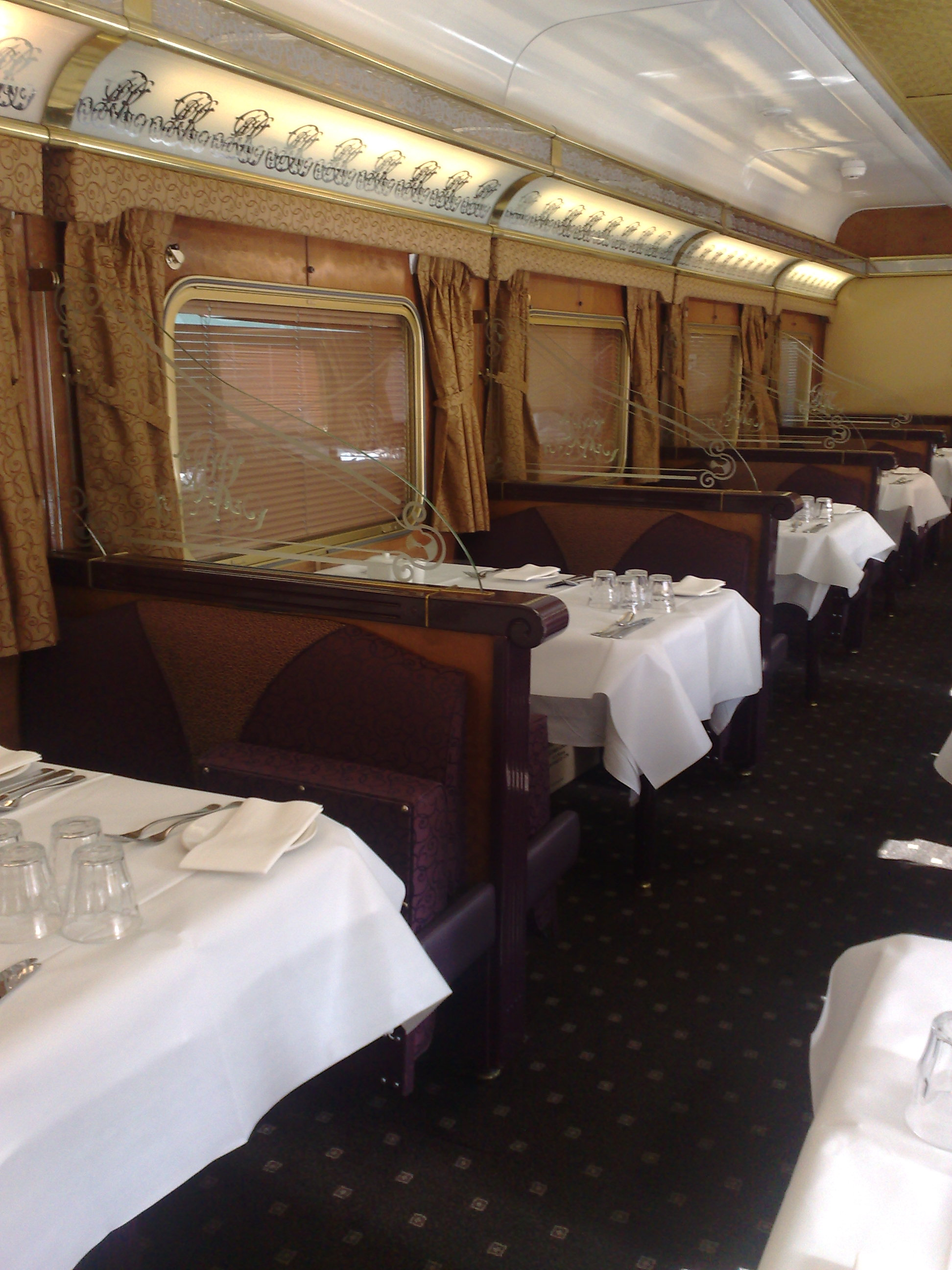